# Лотоцька Валентина
Лотоцька Валентина — поетеса, членкиня Національної спілки письменників України.

## Життєпис
Народилася у місті Біла Церква. В 1969 році пішла в перший клас Білоцерківської СШ № 3, яку закінчила в 1979 році. В 1981 році поступила на філологічний факультет Ужгородського університету, який закінчила в 1986 році. Після закінчення навчання в університеті працювала вчителем в школі у місті Біла Церква. В зв'язку з переїздом в смт Красне Буського району Львівської області, звільнилася з роботи в м. Біла Церква і була призначена на посаду вчителя в Красненську ЗОШ І-ІІІ ступенів № 1 де і працює до сьогоднішнього дня на посаді заступника директора з НВР.
З березня 2019 року є членом спілки письменників України.
Її поетичні твори друкувались у дитячих журналах «Барвінок», «Джерельце», «Мудрагелик», вона  є також співавтором збірки «Одкровення».
Перша книга Валентини Лотоцької «Щастя із присмаком неба» побачила світ у 2014 році, збірка віршів для дітей «Шури-бури-чари» була видана у 2014році та «Пелюсткові зливи» у 2017 році.
Вірші цієї збірки зачаровують майстерністю авторки, її умінням бути щирою і переконливою водночас, почуттєвою здатністю опоетизовувати буденне довкілля, тонко реагувати на виклики реальності, працюючи зі словом, як з найкоштовнішою цінністю. Вона для всіх, хто потребує поезії як опори у складних умовах сьогодення" — так влучно сказано в анотації до книги.
Нова лірична збірка «Квиток у весни» вийшла друком у 2018 році в львівському «Споломі» й присвячена «найкращому пораднику, другу і коханому чоловікові Олегові». її поезія — щире зізнання душі, написане невтомною рукою вчителя.

## Особисте життя
З 1984 року перебуває у шлюбі. Має двох дітей: дочку Тетяну і сина Андрія, 1987 та 1989 років народження.